# Richard Lewis
Richard Philip Lewis, född 29 juni 1947 i Brooklyn i New York, död 27 februari 2024 i Los Angeles, var en amerikansk ståuppkomiker, skådespelare och författare. Lewis blev känd under 1980-talet för sin mörka, neurotiska och självdestruktiva humor.
Som skådespelare spelade han bland annat en av huvudrollerna i sitcomen Anything but Love och i filmen Robin Hood – karlar i trikåer. Mellan 2000 och 2024 spelade han en återkommande roll som en halvfiktiv version av sig själv i HBO:s Curb Your Enthusiasm.
I april 2023 gick Lewis ut med att han diagnostiserats med Parkinsons sjukdom. Han avled 2024, 76 år gammal, till följd av en hjärtattack.

## Filmografi i urval

### Skådespelare
- 1989–1992 – Anything but Love (TV-serie) (56 avsnitt)
- 1992 – Trubbelmakarna
- 1993 – Robin Hood – karlar i trikåer
- 1993 – Daddy Dearest (TV-serie) (13 avsnitt)
- 1994 – Röster från andra sidan graven (TV-serie)
- 1994 – Wagons East!
- 1995 – Farväl Las Vegas
- 1999 – Curb Your Enthusiasm (TV-serie) (pilotavsnitt)
- 1999 – Herkules (TV-serie) (röstroll, 1 avsnitt)
- 1999 – VIP (TV-serie) (1 avsnitt)
- 2000–2024 – Curb Your Enthusiasm (TV-serie) (41 avsnitt)
- 2002–2004 – Sjunde himlen (TV-serie) (9 avsnitt)
- 2003 – Alias (TV-serie) (1 avsnitt)
- 2004 – 2 1/2 män (TV-serie) (1 avsnitt)
- 2005 – Las Vegas (TV-serie) (1 avsnitt)
- 2006 – Simpsons (TV-serie) (röstroll, 1 avsnitt)
- 2008 – Law & Order: Special Victims Unit (TV-serie) (1 avsnitt)
- 2014 – She's Funny That Way

### Som sig själv
- 1974–1992 – The Tonight Show Starring Johnny Carson (TV-serie) (22 avsnitt)
- 1982–1993 – Late Night with David Letterman (TV-serie) (48 avsnitt)
- 1993–2008 – Late Show with David Letterman (TV-serie) (9 avsnitt)
- 1995–2008 – Late Night with Conan O'Brien (TV-serie) (12 avsnitt)
- 1996–2015 – The Daily Show (TV-serie) (16 avsnitt)